# 尼萨克·普吉·莱斯塔里
尼萨克·普吉·莱斯塔里（1999年7月12日—），印尼女子羽毛球運動員。

## 簡歷
2014年11月，尼萨克·普吉·莱斯塔里与丽卡·罗西塔瓦蒂出战馬來西亞羽毛球國際挑戰賽，在女双準決賽以0比2（15-21、10-21）不敌赛会头号种子、日本的栗原文音/篠谷菜留。
2016年8月，尼萨克·普吉·莱斯塔里与梅里萨·辛迪·萨普特里出战新加坡羽毛球國際系列賽，在女双準決賽以0比2（9-21、18-21）不敌赛会7号种子、队友的梅尔维拉·奥克拉莫纳/丽卡·罗西塔瓦蒂。同年9月，她與梅里萨·辛迪·萨普特里出戰越南羽毛球國際系列賽，在女双决赛以1比2（8-21、21-19、15-21）不敌赛会头号种子、队友的盖比·里斯蒂亚妮·伊马万/蒂亚拉·罗萨莉娅·努莱达赫，赢得亚军。
2016年11月，尼萨克·普吉·莱斯塔里与梅里萨·辛迪·萨普特里出战印尼羽毛球國際挑戰賽，在女双决赛途中退出取得亚军。
2017年9月，尼萨克·普吉·莱斯塔里与拉马达尼·哈斯蒂扬蒂·普特里出战新加坡羽毛球國際系列賽，在女双决赛以2比0（21-19、26-24）击败了赛会7号种子、队友的塔尼亚·奥克塔维亚尼·库苏马/瓦尼亚·阿里安蒂·苏科措，夺得其首个国际赛冠军。
2018年4月，尼萨克·普吉·莱斯塔里与馬雷塔·德亞·喬瓦尼出战印尼羽毛球國際系列賽，在女双準决赛以1比2（21-17、12-21、14-21）不敌队友的謝拉·德維·奧莉亞/皮婭·澤巴迪婭·貝爾納德特。

## 主要比賽成績
只列出曾進入準決賽的國際賽事成績：
| 年份   | 賽事                     | 公開賽級別 | 項目     | 拍檔                       | 成績   |
| ------ | ------------------------ | ---------- | -------- | -------------------------- | ------ |
| 2014年 | 世界青年羽毛球錦標賽     | 其他       | 混合團體 | －                         | 亞軍   |
| 2014年 | 馬來西亞羽毛球國際挑戰賽 | 國際挑戰賽 | 女子雙打 | 丽卡·罗西塔瓦蒂            | 準決賽 |
| 2015年 | 亞洲青年羽毛球錦標賽     | 其他       | 混合團體 | －                         | 季軍   |
| 2015年 | 新加坡羽毛球國際系列賽   | 國際系列賽 | 女子雙打 | 梅里萨·辛迪·萨普特里       | 準決賽 |
| 2015年 | 越南羽毛球國際系列賽     | 國際系列賽 | 女子雙打 | 梅里萨·辛迪·萨普特里       | 亞軍   |
| 2016年 | 印尼羽毛球國際挑戰賽     | 國際挑戰賽 | 女子雙打 | 梅里萨·辛迪·萨普特里       | 亞軍   |
| 2017年 | 新加坡羽毛球國際系列賽   | 國際系列賽 | 女子雙打 | 拉马达尼·哈斯蒂扬蒂·普特里 | 冠軍   |
| 2018年 | 印尼羽毛球國際系列賽     | 國際系列賽 | 女子雙打 | 馬雷塔·德亞·喬瓦尼         | 準決賽 |

| 2007-2017年 | 首要超級賽 | 超級賽 | 黃金大獎賽 | 大獎賽 | 國際挑戰賽 | 國際系列賽 | 未來系列賽 | 其他 |

| 2018-2026年 | 總決賽 | 超級1000賽 | 超級750賽 | 超級500賽 | 超級300賽 | 超級100賽 | 國際挑戰賽 | 國際系列賽 | 未來系列賽 | 其他 |